# Goniometría

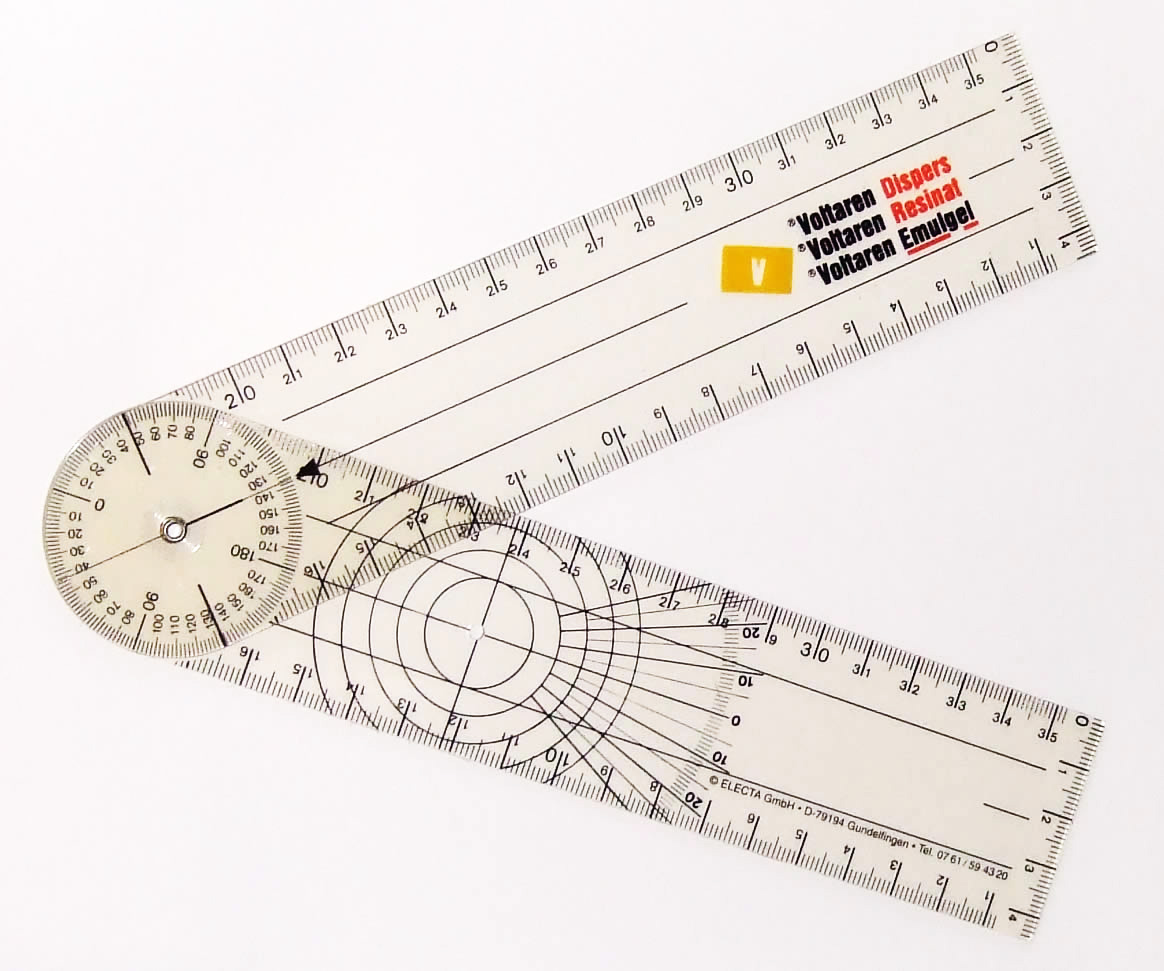
Imagen de un goniómetro utilizado en evaluaciones clínicas.

La goniometría, del griego γωνία' (gonía: ángulo) y μέτρον (métron: medida), es el nombre por el que se conoce a la ciencia y técnica de la medición de ángulos y, por ende, de su construcción o trazado. También puede ser un transportador para medir ángulos.
Por lo general, se extiende para comprender todo lo que abarca la trigonometría analítica, es decir, el estudio de las funciones trigonométricas. Los orígenes de la goniometría pueden encontrarse en las obras de François Viète y de Lagni.

## Usos de la goniometría

### Astronomía
Muchas distancias y dimensiones se deducen en astronomía de la medición de ángulos. El ángulo formado por dos visuales tangentes a los bordes opuestos de un planeta o de una galaxia permite calcular su diámetro. Asimismo, el ángulo que separa los dos componentes de una estrella doble indica la distancia angular que media entre ambos. El cálculo de las paralajes se funda en la trigonometría y, por consiguiente, en la formación de ángulos.
Los oculares de los telescopios están provistos de micrómetros que permiten centrar la imagen o bien medir la distancia angular que separa dos puntos de esta. Las distancias angulares pueden ser medidas respecto a una estrella fundamental, astro cuyas coordenadas son conocidas con una gran precisión.

### Geodesia
La base de toda la geodesia es la triangulación del territorio y cualesquiera sean los métodos adoptados, siempre representa en ellos un importante papel la medición de ángulos. Los instrumentos tradicionales empleados con dicho fin son los goniómetros, niveles, teodolitos y taquímetros. Actualmente, se recurre también al uso de astrógrafos y de teodolitos de láser, de concierto con satélites geodésicos.

### Mineralogía
La medición de los ángulos en cristalografía permite definir los sistemas de cristalización e identificar los cristales. Entre los instrumentos empleados destaca el goniómetro de reflexión: el cristal es fijado en el centro de un círculo graduado sobre el cual giran, dispuestos radialmente, un foco que proyecta un fino haz luminoso sobre el cristal y un pequeño anteojo destinado a medir la orientación del haz reflejado por el cristal; del ángulo de reflexión así medido se deduce el valor de los ángulos diedros formados por la cara del cristal.

### Ciencias de la Salud
En atención de la salud humana se utiliza para medir el ángulo de movilidad articular limitado por enfermedades, lesión o desuso. Es decir en la exploración del aparato locomotor por ser una técnica simple, no invasiva y no requerir sedación (en la mayoría de los casos).

### Biomecánica
Principalmente en el análisis de movimiento a partir de la movilidad articular presente en el sujeto de estudio, es decir, la movilidad que la persona presenta cuando ejecuta una técnica deportiva. Resulta de gran interés cuando una técnica se puede reproducir a partir de los datos obtenidos por la goniometría.

### Matemáticas
Para realizar la resolución de razones trigonométricas, ya que resulta más fácil visualizarlas, como el seno, coseno o la tangente. Se suele utilizar una 'circunferencia goniométrica' para realizar esto. Esta circunferencia es de radio 1 (la unidad).